# Axel Ernberg
Axel Ernberg, född 12 juni 1851 i Karlskrona, död 8 april 1930 under ett besök i Stockholm, var en svensk väg- och vattenbyggnadsingenjör. Han var brorson till Gustaf Petersson samt bror till Otto Ernberg och Agnes Magnell.
Axel Ernberg var son till järnhandlanden Johan Robert Peterson. Han var elev vid Karlskrona högre elementarläroverk och avlade mogenhetsexamen där 1871. Han studerade därefter vid Teknologiska institutet och avlade avgångsexamen som civilingenjör från fackavdelningen för väg- och vattenbyggnadskonst 1874. År 1873 var Ernberg elev vid byggnationen av Oxelösund–Flen–Västmanlands Järnväg och blev 1874 elev vid Statens järnvägar. Han tjänstgjorde vid östra stambanan och var därefter nivellör på sträckan Torpshammar-Riksgränsen fram till 1882. Han ägnade sig åt järnvägsbyggnadsstudier i Frankrike. Schweiz, Italien och Österrike 1876–1877. År 1884 blev Ernberg delägare i farbrodern Gustaf Peterssons firma Gustaf Ernberg & Co. och blev vid hans död 1904 företagets chef.
Han var ledamot av stadsfullmäktige i Karlskrona 1890–1915, 1905-1915 som dess ordförande. Han innehade även posterna som ledamot av stadsfullmäktiges beredningsutskott 1890–1915, var ledamot av hälsovårdsnämnden 1888–1915 och av byggnadsnämnden samt var ledamot av stadens vattenledningsstyrelse och slöjdskolestyrelsen. Därtill var han disponent vid Carlskrona gasverks AB, VD för Karlskrona–Växjö Järnväg 1899–1930 och ledamot av dess styrelse från 1895 och styrelsens ordförande från 1923. Han var ledamot av Blekinge läns landsting 1901–1909, ledamot av styrelsen för Bankaktiebolaget Södra Sverige och därefter för Svenska Handelsbankens avdelningskontor i Karlskrona, 1919–1924 som ordförande. Ernberg var även ordförande i Sällskapet i Karlskrona 1903-1908 och dess hedersledamot från 1925, nederländskt vice konsul 1904–1926 samt ordförande i styrelserna för AB Ångsågen och Skrufs nya glasbruks AB.
Ernberg blev 1906 riddare och 1924 kommendör av andra klass av Vasaorden och 1916 riddare av Nordstjärneorden. Han mottog även 1924 Patriotiska sällskapets stora guldmedalj.